# Daniel Nohrborg
Daniel Nohrborg, född 8 oktober 1739 i Norbergs socken, död 25 november 1819 i Irsta socken, var en svensk präst och författare, bror till Anders Nohrborg.
Daniel Nohrborg var son till kyrkoherden Olof Nohrborg. Han blev 1758 student vid Uppsala universitet och filosofie magister där 1764. Nohrborg disputerade 1761 på en avhandling om Lindesbergs stad och Lindesbergs socken. Han författade även 1763 av handling om Nora stad. Han prästvigdes 1763 och blev antagen till adjunkt av prosten i Hedemora. Samma år blev han extraordinarie och 1766 ordinarie bataljonspredikant vid Västmanlands regemente. 1766 flyttade han till Stockholm för att bli pastoradjunkt i Riddarholmens församling, där han 1772 blev komminister. Från 1782 till sin död var Daniel Nohrborg kyrkoherde i Irsta socken. 1800 blev han teologie doktor. Nohrborg var preses vid prästmötet i Västerås 1794 och ledamot av Västmanlands läns hushållningssällskap från 1815 samt deltog i riksdagarna 1778 och 1809–1810. Han författade förutom topografiska avhandlingar och flera teologiska skrifter bland annat Bevis till Själens odödelighet, grundade på förnuftet och Guds ord (1767) och Salighetsläran, kort och enfaldigt föreställd genom frågor och svar (1783). Han utgav även brodern Anders Nohrborgs postilla.